# 혜현황귀비
혜현황귀비 고가씨 (慧賢皇貴妃 高佳氏, 1711년 ~ 1745년 2월 25일)는, 양황기 포의좌령의 기인. 후에 만주 양황기로 기적을 옮겼다. 문연각 대학사 고빈의 딸. 건륭 2년에 귀비로 책봉, 건륭 10년에 병환중에 황귀비로 봉해졌기 때문에 책봉례는 하지 않았다.

## 생애
혜현황귀비의 출신은 양황기 포의관료집안 출신이다. 요양(遼陽)지방에서 살았고, 대대로 고위관료였고, 결혼권은 점차 내무부의 기초범위를 벗어났다. 그러나 고씨 가문은 내무부 삼기(三旗)로 궁궐을 섬길 의무가 있었다. 이 때문에, 고씨는 내무부에서의 수녀선발로 황제(옹정제)의 넷째 아들 홍력에게 보내져 황자사녀(阿哥使女) (즉, 황자격격, 이 두 호칭은 통용되었다.) 과의친왕 윤례의 생모인 성조근비 진가씨는 혜현황귀비의 종이모이고, 근비는 고빈의 원배부인 사촌여동생이다. 옹정 13년 (1735년) 3월 초하루, 고씨는 옹정제의 성지를 받아들여, 격격에서 측복진으로 봉해졌다. 측복진의 격에 맞는 관복과 그릇, 금박승용차 등을 만들었지만, 보혼례(補婚禮)라는 기록은 없고, 측복진으로 책봉하는 의식만 있었다.
건륭 원년 (1736년) 2월 15일의 《절차상선저서류》에 따르면, 원래 종수궁에 살던 황고귀태비 경씨 (옹정제의 후궁 순의황귀비 경씨)가 육식을 멈춘것을 보면, 새로 봉해진 귀비 고씨가 아직 이 궁에 입궁하지 않았음을 알 수 있다. 그 해 5월에 이르러서야 종수궁을 정리하였다고 한다. 얼마 후, 귀비 고씨는 종수궁에 정식으로 머물게 되었다. 종수궁의 전전(前殿)에는 어서현판을 걸어 "숙신온화"라고 하고, 연을 향해 '篆裊猊爐知日永，風清虬漏報春深' 이라고 한다. 건륭 2년 (1737년) 9얼 9일, 태감모단 교왕진붕회는 조현후를 그리며 두루마리 한권을 그렸다. 전지 : 「함안궁에 화인을 그려 이 현후 도식대로 열벌(폭)을 그리고 화리목변갱구들)에 맞추어 한대를 만들어 먼저 견본을 내고 회시에 다시 만든다. 」 이때부터 매년 12월 장괴문신춘련일에 궁중감에서 종수궁의 수령인 장괘흠정궁훈도 「허후봉안」을 전해듣고 이듬해 2월 문신을 거두어 해돋이를 시작하였다.
건륭 2년 (1737년) 8월, 고빈의 처 마씨가 아들 고항을 데리고 베이징에 왔다. 베이징에 있는 동안 고빈의 아내는 궁에 들어가 귀비인 고씨를 뵙고 황제의 하사품을 받았다. 그해 10월 고빈은 이 일을 듣고, 바로 11월 13일에 상좌하여 사례를 올렸다. 건륭 5년(1740년) 초, 고빈의 아내는 다시 궁에 들어가 귀비를 뵙고 황제를 알현할 수 있었다. 황제는 고빈의 아내에게 함께 극을 볼 것을 명령하고, 여의와 여러 물건을 하사했다.
제문에 따르면, 귀비 고씨는 항상 사람을 기쁘게 하는 훈계를 내뱉었고, 재주가 있었다. 황후에게 겸손하고 온화한 태도로, 여흥을 만드는데 있어서도 황후와 호흡이 잘 맞아 온화하고 공손하다는 평을 듣곤 한다. 또한 그녀는 태후의 세면 일을 보좌하였는데, 태후는 일찍부터 그녀의 현덕과 효성을 표창하였다. 후궁의 위치는 매우 귀하지만, 다른 비빈들과 잘 어울려서 존숭하는 포상과 명성을 얻었다.
고씨가 죽기 얼마전, 건륭제는 육도를 위해 권전을 지어 고씨의 금관으로 삼고 잠시 머물렀는데, 그 격이 철민황귀비의 권전보다 높았다.

## 사후 대우
건륭 10년 (1745년) 3월 3일, 옹화궁 만문기록물 번역편에 따르면, 제후 등은 혜현황귀비 재궁이 정령한 육계도 장례식장을 찾아 제사를 지냈다. 내무부는 모두 4대의 수레로 후비 밑에 있는 내감을 모셨다. 기록된 한문명세서는 서난전 황후의 태감이 혼자 수레 1대를 탔음을 알 수 있으며, 두번째 수레는 익곤궁 한귀비와 장춘궁 가비의 태감, 세번째 수레는 경인궁 순귀비와 영화궁 유비의 태감, 마지막 수레는 승건궁 서빈, 연희궁 이빈과 영수궁 영빈의 태감들이 탔다.
건륭 10월 (1745년) 3월 8일, 태감 호세걸은 《칙건백의관음암》이라는 현판 한장을 교필하였는데, 이 현판은 어필인 황견 「감(甘),법(法)」과 함께 대련하였다. 또한, 어필인 황견의 「혜현지원」 현판 한장을 교부하였는데, 이 현판은 어필인 황견의 「화(華),향(香)」을 이어 대련 한 장으로 하였다. 그러나 이곳이 혜현황귀비와 관련이 있다는 확실한 자료는 없다. 파일이 없어 대련 일부만 알 수 있다. 같은 날 건륭제는 대련을 금변벽자포월대로 만들어 각각 못을 받치고, 3월 23일에는 현판을 한쪽 벽면에만 붙이고, 4월 27일에는 백당아성덕이 금변대 2벌을 달아 옹화궁에 봉안하였다.
건륭 33년 (1768년), 고씨의 동생 고항과 조카 고박이 잇따라 탐욕으로 인해 탄핵을 받았다. 고항의 처형에 앞서 대학사 부항은 죽은 혜현황귀비를 생각해서 죽음만큼은 면해달라고 청했다. 건륭은 "황후의 형제가 법을 어기면 어쩔 수 없지 않느냐"며 불쾌해했다. 부항은 효현황후의 동생이었기에 뭐라 하지 못하였다. 고박을 죽이고, 황제는 다시 "고박은 탐욕스럽고 법을 무시하며, 그 부친 고항보다 더 심하여 혜현황귀비의 조카라고 생각하며 조금도 자만해서는 안된다"고 하였다.

## 연표
| 연호      | 서력   | 월일 | 내용 |
| --------- | ------ | --- | --- |
| 옹정 12년 | 1734년 | 3월 | 옹정제의 성지를 받들어 보친왕 측복진이 되다.                                                                                             |
| 옹정 13년 | 1735년 | 9월 24일 | 갓 즉위한 건륭제는 고씨집안을 양황기 포의좌령에서 빼서 만주 양황기로 넣다.                                                               |
| 건륭 2년  | 1737년 | 2월 4일 | 보화전 대학사 장정옥을 정사로 하고, 내각 학사 삭주를 부사로 하여 귀비에 책봉하고 종수궁에 기거하게 하다.                                 |
| 건륭 10년 | 1745년 | 1월 23일 | 황귀비로 진봉하다. |
| 건륭 10년 | 1745년 | 1월 25일 | 늦은 밤, 고씨가 가래로 인해 훙거하자, 시호를 혜현황귀비라고 내리다.                                                                      |
| 건륭 10년 | 1745년 | 1월 25일 | 내무부 《홍칭통용》에 따르면, 혜자는 깨달음과 영혜를, 현자는 덕을 갖춘 것을 뜻한다.                                                      |
| 건륭 10년 | 1745년 | 1월 25일 | 혜현황귀비의 삼촌인 강남강북수춘진 총병관 고옥과, 사촌오빠 강녕은 서녕주를 직조해 경성에 가서 금관절을 했다.                             |
| 건륭 10년 | 1745년 | 1월 25일 | 당시 양강총독 윤계선과 건함장군 보희, 저장 순무 창안은 황귀비가 사망했다는 소식을 듣고 위안을 삼았다.                                    |
| 건륭 10년 | 1745년 | 1월 25일 | 이날, 특지령인 장가호투크투와 함께 20명의 라마를 독경하다.                                                                               |
| 건륭 10년 | 1745년 | 1월 26일 | 밤, 특지불루중 등이 길안소 대문 아래에 한번 안치하였다.                                                                                  |
| 건륭 10년 | 1745년 | 처음 염불한 지 7일만에 라마는 길안소 대문 밖 서쪽 사랑채로 옮겨 경을 읽었다. 일주기일, 육계 돗자리 차양막에서 먼저 108명의 라마를 청하여 120일을 독경하고, 그 다음에 다시 108명의 선승들을 청하여 120일을 독경한다. | |
| 건륭 13년 | 1748년 | 4월 21일 | 혜현황귀비의 금관이 정안장의 장례식장에 안치되는 동안, 황귀비 나라씨는 옹화궁에서 정안장에 잠시 안치된 혜현황귀비와 철민황귀비를 기렸다. |
| 건륭 17년 | 1752년 | 10월 27일 | 효현황후, 철민황귀비와 같은 날 청동릉의 유릉에 부장되었다.                                                                               |
| 가경 23년 | 1817년 | 1월 | 고씨 일족을 만주족으로 편입하면서 고가씨(高佳氏)를 내리고, 가경제는 옥첩에 혜현황귀비의 성을 고씨에서 고가씨로 바꾸게 하였다.            |

## 가족

### 조부모와 부모
|      | 이름(성씨) | 부모            | 비고                                 |
| ---- | ---------- | --------------- | ------------------------------------ |
| 조부 | 고연중     |                 |                                      |
| 조모 | 이씨       |                 | 1품 고명부인                         |
| 부   | 고빈       |                 | 대학사, 하도총독, 청나라 치하의 명신 |
| 적모 | 진씨       | 좌령 아린       |                                      |
| 계모 | 기씨       | 사고기사걸      |                                      |
| 생모 | 마씨       | 기마학교 마유번 | 1품 고명부인                         |

### 형제자매
|        | 이름(성씨) | 배우자                                                      | 비고                                                                                             |
| ------ | ---------- | ----------------------------------------------------------- | ------------------------------------------------------------------------------------------------ |
| 남동생 | 고항       | 광록사 경들필의 장녀 나라씨                                 | 외척이 소금을 횡령한 죄로 사형. 노견은 일찍이 오랫동안 양회염운사를 지냈기 때문에 입건되기도 함. |
| 여동생 | 고가씨     | 대학사 어얼타이의 둘째 아들 어실                            | 둘째 여동생                                                                                      |
| 여동생 | 고가씨     | 내무부 기인 법식선의 외할아버지이자, 내무부 한족정황기 한금 | 셋째 여동생                                                                                      |
| 여동생 | 고가씨     |                                                             | 넷째 여동생 생애가 알려지지 않음.                                                                |

### 친척
|          | 이름   | 배우자                                                            | 비고                                                     |
| -------- | ------ | ----------------------------------------------------------------- | -------------------------------------------------------- |
| 백부     | 고술명 | 내무부원 외량 주국선의 장녀 주씨                                  | 량저우의 총병을 맡음                                     |
| 숙부     | 고옥   | 종국정의 차녀 종씨                                                |                                                          |
| 사촌오빠 | 투극선 | 내무부 세가의 딸인 두등시위기 칠십의 장녀 기씨                    | 고술명의 맏아들                                          |
| 사촌오빠 | 고성   | 호군참령 할민의 딸 조씨                                           | 고술명의 둘째 아들                                       |
| 사촌오빠 | 고녕   | 후선주와 팔해의 차녀 왕씨                                         | 고술명의 셋째 아들                                       |
| 사촌오빠 | 고진   | 형부원 외랑왕 덕림의 딸 왕씨                                      | 고술명의 넷째 아들 안휘성 순무, 남하총독 양강총독을 지냄 |
| 사촌오빠 | 고태   | 내무부 세가의 딸인 내무부총괄 동전방의 차녀 동씨                  | 고술명의 다섯째 아들                                     |
| 사촌오빠 | 고곤   | 정실 총령 최머슨이마의 딸 천씨 측실 3등 시위 푸얼둔의 차녀 푸차씨 | 고술명의 여섯째 아들                                     |
| 사촌오빠 | 고복   | 내무부 세가의 딸인 내무부원 외랑의 고령의 딸, 기씨                | 고술명의 일곱번째 아들                                   |

### 조카
|          | 이름   | 배우자                 | 비고 |
| -------- | ------ | ---------------------- | --- |
| 조카     | 고박   |                        | 고항의 장남. 탐욕을 부리다 주범으로 몰림. 건륭제는 그의 유해를 늑대에게 던져주고 절대로 입관하여 내지로 데려가지 못하게 함.                      |
| 조카     | 고완   |                        | 고항의 차남 |
| 조카     | 고질   |                        | 고항의 셋째 아들 |
| 조카     | 고기   | 순귀인의 언니 뉴호록씨 | 고항의 넷째 아들 고기의 딸이 대학 사영의 차남 규요에게 시집을 감. 이것으로 보아 건륭제의 서귀인 색작라씨와도 인연이 있어보임.                    |
| 사촌조카 | 고서린 |                        | 고진의 맏아들 안휘성 순무, 후광총독, 이부상서를 지냄                                                                                             |
|          | 고광후 |                        | 고진의 차남 |
|          | 고광흥 |                        | 고진의 셋째 아들 가경 4년(1799년), 탄핵과 신에 앞장섰다는 명성을 얻었으며, 가경제의 신임이 두터웠음. 가경 13년 (1808년), 탄핵을 받아 처형당했다. |

## 혜현황귀비가 나온 영상매체
| 년도   | 제목     | 배우 | 극 중 이름 | 극 중 호칭 |
| ------ | -------- | ---- | ---------- | ---------- |
| 2018년 | 연희공략 | 담탁 | 고녕형     | 고귀비     |
| 2018년 | 여의전   | 동요 | 고희월     | 혜귀비     |

## 같이 보기
- 입팔분공